# Kritischer Graph

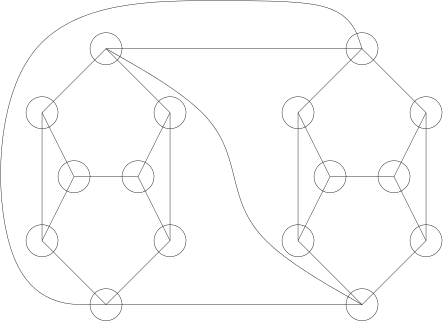
Ein Beispiel für einen 4-kritischen Graphen. Seine chromatische Zahl ist 4, aber alle seine richtigen Untergraphen haben eine chromatische Zahl kleiner als 4.

Ein kritischer Graph ist ein Begriff aus der Graphentheorie, der 1965 vom Vadim G. Vizing zur Untersuchung von Kantenfärbungen eingeführt worden ist. Er beschreibt eine Sorte von Graphen, deren chromatischer Index sich durch das Entfernen einer beliebigen Kante immer verkleinert.

## Definition
Ein schlichter zusammenhängender Klasse 2-Graph G heißt kritisch, falls für jede Kante {\displaystyle k\in K(G)} gilt:
{\displaystyle \chi ^{\prime }(G-k)<\chi ^{\prime }(G)}
Hierbei bezeichnet {\displaystyle \chi ^{\prime }} den chromatischen Index eines Graphen und ein Klasse 2-Graph  einen Graphen, dessen chromatischer Index größer ist als sein Maximalgrad ( {\displaystyle \chi ^{\prime }(G)>\Delta (G)} ).